# Società Sportiva Calcio Palermo 1972-1973
Questa voce raccoglie le informazioni riguardanti la Società Sportiva Calcio Palermo nelle competizioni ufficiali della stagione 1972-1973.

## Stagione
In estate, in vista della stagione sportiva 1972-1973, il Palermo ha svolto il proprio ritiro di preparazione a Valdagno.
Ritornato nel campionato di Serie A dopo due anni, il Palermo, affidato all'allenatore Umberto Pinardi prima e ad Alvaro Biagini poi, arriva penultimo in classifica e retrocede nuovamente in Serie B, con 17 punti, assieme all'Atalanta a quota 24 punti e con la Ternana a quota 16 di punti. 
Per i rosanero i risultati negativi sono stati: il minor numero di vittorie (tre - a pari merito con la già citata Ternana), ottenute soltanto nel girone d'andata, la peggior difesa (41 gol subiti) e il peggior attacco (13 gol fatti).
Nel girone di ritorno colleziona il maggior numero di sconfitte, in totale nove, delle quali cinque consecutive, dalla 24ª alla 28ª giornata, sono le cause che determinano anticipatamente la retrocessione. Un'altra di quelle nove, alla prima partita del girone di ritorno (la 16ª) del 28 gennaio, contro il Milan, l'arbitro Gianfranco Menegali assegna un rigore ai rossoneri, realizzato da Gianni Rivera a dieci minuti dal termine. La conseguente contestazione del pubblico costa una giornata di squalifica allo stadio La Favorita e la gara successiva, con il Cagliari, si gioca sul campo neutro di Catania. 
In Coppa Italia i rosanero sono stati inseriti nel settimo girone di qualificazione (poi vinto dal Napoli che accede alla fase successiva), dove hanno raccolto quattro pareggi in quattro partite, chiudendo imbattuti il girone.

## Rosa
| N. |                   | Ruolo | Calciatore        |
| -- | ----------------- | ----- | ----------------- |
|    | Italia (bandiera) | P     | Angelo Bellavia   |
|    | Italia (bandiera) | P     | Giovanni Ferretti |
|    | Italia (bandiera) | P     | Sergio Girardi    |
|    | Italia (bandiera) | D     | Spartaco Landini  |
|    | Italia (bandiera) | D     | Franco Landri     |
|    | Italia (bandiera) | D     | Luigi Pasetti     |
|    | Italia (bandiera) | D     | Ido Sgrazzutti    |
|    | Italia (bandiera) | D     | Paolo Viganò      |
|    | Italia (bandiera) | D     | Eugenio Fumagalli |
|    | Italia (bandiera) | D     | Riccardo Lannino  |
|    | Italia (bandiera) | C     | Ignazio Arcoleo   |

| N. |                   | Ruolo | Calciatore       |
| -- | ----------------- | ----- | ---------------- |
|    | Italia (bandiera) | C     | Edoardo Reja     |
|    | Italia (bandiera) | C     | Erminio Favalli  |
|    | Italia (bandiera) | C     | Bruno Pace       |
|    | Italia (bandiera) | C     | Sandro Vanello   |
|    | Italia (bandiera) | C     | Arturo Ballabio  |
|    | Italia (bandiera) | C     | Angelo Pereni    |
|    | Italia (bandiera) | C     | Emanuele Trapani |
|    | Italia (bandiera) | C     | Pietro Ruisi     |
|    | Italia (bandiera) | A     | Gaetano Troja    |
|    | Italia (bandiera) | A     | Luigino Vallongo |
|    | Italia (bandiera) | A     | Enzo Ferrari     |

## Risultati

### Serie A

#### Girone di andata
| Arbitro: | Barbaresco (Cormons) |

|                                               |           |  |
| Rivera 19’ (rig.), 31’ Chiarugi 44’ Prati 85’ | Marcatori |  |

| Arbitro: | Angonese (Mestre) |

|                              |           |               |
| Troja 14’ Vanello 67’ (rig.) | Marcatori | 20’ P. Pulici |

| Arbitro: | Bernardis (Roma) |

|                                     |           |  |
| Martiradonna 4’ Maraschi 64’ (rig.) | Marcatori |  |

| Palermo 20 ottobre 1972 4ª giornata | Palermo            | 0 – 0 | Sampdoria | Stadio La Favorita\| Arbitro: \| R. Lattanzi (Roma) \| |
| Arbitro:                            | R. Lattanzi (Roma) |       |           |                                                        |

| Arbitro: | Motta (Monza) |

|                                       |           |  |
| G. Savoldi 27’ (rig.) Ghetti 70’, 79’ | Marcatori |  |

| Palermo 12 novembre 1972 6ª giornata | Palermo          | 0 – 0 | Verona | Stadio La Favorita\| Arbitro: \| Casarin (Milano) \| |
| Arbitro:                             | Casarin (Milano) |       |        |                                                      |

| Arbitro: | Lazzaroni (Milano) |

|                           |           |  |
| Chinaglia 14’ La Rosa 34’ | Marcatori |  |

| Arbitro: | Gussoni (Tradate) |

|              |           |  |
| Ballabio 11’ | Marcatori |  |

| Arbitro: | Levrero (Genova) |

|                |           |              |
| Montefusco 42’ | Marcatori | 18’ Vallongo |

| Arbitro: | Toselli (Cormons) |

|  |           |              |
|  | Marcatori | 36’ Altafini |

| Arbitro: | Pieroni (Roma) |

|              |           |  |
| Ballabio 77’ | Marcatori |  |

| Arbitro: | Serafini (Roma) |

|           |           |  |
| Sacco 85’ | Marcatori |  |

| Arbitro: | R. Lattanzi (Roma) |

|  |           |                         |
|  | Marcatori | 61’ Boninsegna 77’ Moro |

| Bari 7 gennaio 1973 14ª giornata | Roma            | 0 – 0 | Palermo | Stadio della Vittoria\| Arbitro: \| Giunti (Arezzo) \| |
| Arbitro:                         | Giunti (Arezzo) |       |         |                                                        |

| Arbitro: | Torelli (Milano) |

|             |           |              |
| Favalli 63’ | Marcatori | 21’ Jacolino |

#### Girone di ritorno
| Arbitro: | Menegali (Roma) |

|  |           |                   |
|  | Marcatori | 80’ (rig.) Rivera |

| Arbitro: | Ciacci (Firenze) |

|                           |           |  |
| P. Pulici 15’, 51’ (rig.) | Marcatori |  |

| Arbitro: | Panzino (Catanzaro) |

|  |           |          |
|  | Marcatori | 20’ Riva |

| Genova 18 febbraio 1973 19ª giornata | Sampdoria           | 0 – 0 | Palermo | Stadio Luigi Ferraris\| Arbitro: \| Francescon (Padova) \| |
| Arbitro:                             | Francescon (Padova) |       |         |                                                            |

| Arbitro: | Bernardis (Roma) |

|            |           |                |
| Landri 54’ | Marcatori | 57’ G. Savoldi |

| Arbitro: | Lazzaroni (Milano) |

|            |           |                       |
| Zigoni 21’ | Marcatori | 55’ (aut.) Mascalaito |

| Arbitro: | Gonella (Torino) |

|  |           |                       |
|  | Marcatori | 56’, 68’ Garlaschelli |

| Arbitro: | Casarin (Milano) |

|                 |           |             |
| S. Esposito 35’ | Marcatori | 64’ Favalli |

| Arbitro: | Branzoni (Pavia) |

|  |           |            |
|  | Marcatori | 37’ Vitali |

| Arbitro: | Lenardon (Siena) |

|                                                        |           |              |
| Bettega 2’ S. Landini 13’ (aut.) Causio 45’ Haller 47’ | Marcatori | 18’ Ballabio |

| Arbitro: | Prati (Parma) |

|                                        |           |  |
| Antognoni 9’ N. Scala 50’ Saltutti 56’ | Marcatori |  |

| Arbitro: | Trono (Torino) |

|             |           |                               |
| Arcoleo 35’ | Marcatori | 44’ Carelli 75’ S. Pellizzaro |

| Arbitro: | V. Lattanzi (Roma) |

|                                     |           |              |
| Magistrelli 59’ Boninsegna 60’, 88’ | Marcatori | 75’ Vallongo |

| Arbitro: | Motta (Monza) |

|             |           |                |
| Arcoleo 19’ | Marcatori | 50’ Cappellini |

| Terni 20 maggio 1973 30ª giornata | Ternana                   | 0 – 0 | Palermo | Stadio Libero Liberati\| Arbitro: \| Turiano (Reggio Calabria) \| |
| Arbitro:                          | Turiano (Reggio Calabria) |       |         |                                                                   |

### Coppa Italia

#### Fase a gironi
| Taranto 27 agosto 1972 1ª giornata | Taranto             | 0 – 0 | Palermo | Stadio Salinella\| Arbitro: \| Panzino (Catanzaro) \| |
| Arbitro:                           | Panzino (Catanzaro) |       |         |                                                       |

| 30 agosto 1972 2ª giornata |  | – turno di riposo PALERMO |  |  |

| Palermo 3 settembre 1972 3ª giornata | Palermo            | 0 – 0 | Lazio | Stadio La Favorita\| Arbitro: \| Carminati (Milano) \| |
| Arbitro:                             | Carminati (Milano) |       |       |                                                        |

| Arbitro: | Casarin (Milano) |

|              |           |             |
| Vallongo 14’ | Marcatori | 65’ Rimbano |

| Taranto 10 settembre 1972 5ª giornata | Brindisi            | 0 – 0 | Palermo | Stadio Salinella\| Arbitro: \| Menicucci (Firenze) \| |
| Arbitro:                              | Menicucci (Firenze) |       |         |                                                       |

## Statistiche

### Statistiche di squadra
| Competizione | Punti | In casa | In casa | In casa | In casa | In casa | In casa | In trasferta | In trasferta | In trasferta | In trasferta | In trasferta | In trasferta | Totale | Totale | Totale | Totale | Totale | Totale | DR  |
| Competizione | Punti | G       | V       | N       | P       | Gf      | Gs      | G            | V            | N            | P            | Gf           | Gs           | G      | V      | N      | P      | Gf     | Gs     | DR  |
| ------------ | ----- | ------- | ------- | ------- | ------- | ------- | ------- | ------------ | ------------ | ------------ | ------------ | ------------ | ------------ | ------ | ------ | ------ | ------ | ------ | ------ | --- |
| Serie A      | 17    | 15      | 3       | 5       | 7       | 8       | 14      | 15           | 0            | 6            | 9            | 5            | 27           | 30     | 3      | 11     | 16     | 13     | 41     | -28 |
| Coppa Italia | 4     | 2       | 0       | 2       | 0       | 1       | 1       | 2            | 0            | 2            | 0            | 0            | 0            | 4      | 0      | 4      | 0      | 1      | 1      | 0   |
| Totale       |       | 17      | 3       | 7       | 7       | 9       | 15      | 17           | 0            | 8            | 9            | 5            | 27           | 34     | 3      | 15     | 16     | 14     | 42     | -28 |

### Statistiche dei giocatori
| Giocatore     | Serie A  | Serie A | Coppa Italia | Coppa Italia | Totale   | Totale |
| Giocatore     | Presenze | Reti    | Presenze     | Reti         | Presenze | Reti   |
| ------------- | -------- | ------- | ------------ | ------------ | -------- | ------ |
| I. Arcoleo    | 29       | 2       | 4            | 0            | 33       | 2      |
| A. Ballabio   | 14       | 3       | -            | -            | 14       | 3      |
| A. Bellavia   | 2        | -5      | -            | -            | 2        | -5     |
| E. Favalli    | 26       | 2       | 1            | 0            | 27       | 2      |
| E. Ferrari    | 4        | 0       | 4            | 0            | 8        | 0      |
| G. Ferretti   | 3        | -2      | -            | -            | 3        | -2     |
| E. Fumagalli  | 8        | 0       | 4            | 0            | 12       | 0      |
| S. Girardi    | 28       | -34     | 4            | -1           | 32       | -35    |
| S. Landini    | 30       | 0       | 4            | 0            | 34       | 0      |
| F. Landri     | 28       | 1       | 4            | 0            | 32       | 1      |
| B. Pace       | 22       | 0       | 4            | 0            | 26       | 0      |
| L. Pasetti    | 19       | 0       | 3            | 0            | 22       | 0      |
| A. Pereni     | 21       | 0       | -            | -            | 21       | 0      |
| E. Reja       | 21       | 0       | 2            | 0            | 23       | 0      |
| P. Ruisi      | 1        | 0       | -            | -            | 1        | 0      |
| L. Savian     | -        | -       | 2            | 0            | 2        | 0      |
| I. Sgrazzutti | 20       | 0       | -            | -            | 20       | 0      |
| G. Troja      | 22       | 1       | 3            | 0            | 25       | 1      |
| L. Vallongo   | 8        | 2       | 4            | 0            | 12       | 2      |
| S. Vanello    | 24       | 1       | 4            | 0            | 28       | 1      |
| P. Viganò     | 25       | 0       | -            | -            | 25       | 0      |